# Tổng thống tân cử
Một tổng thống tân cử (Hoa Kỳ) là một ứng cử viên chính trị đã được người dân Hoa Kỳ và các đại cử tri Hoa Kỳ bầu vào chức vụ tổng thống nhưng chưa làm lễ tuyên thệ. Thuật ngữ thủ tướng tân cử cũng tồn tại ở các quốc gia khác, nhưng có vẻ nó khá mơ hồ vì lẽ dân chúng không trực tiếp bầu lên các thủ tướng.

## Từ nguyên
Tân cử là một bản dịch của hậu tố -elect trong tiếng Anh.